# Evangelisches Konsistorium im Hansaviertel

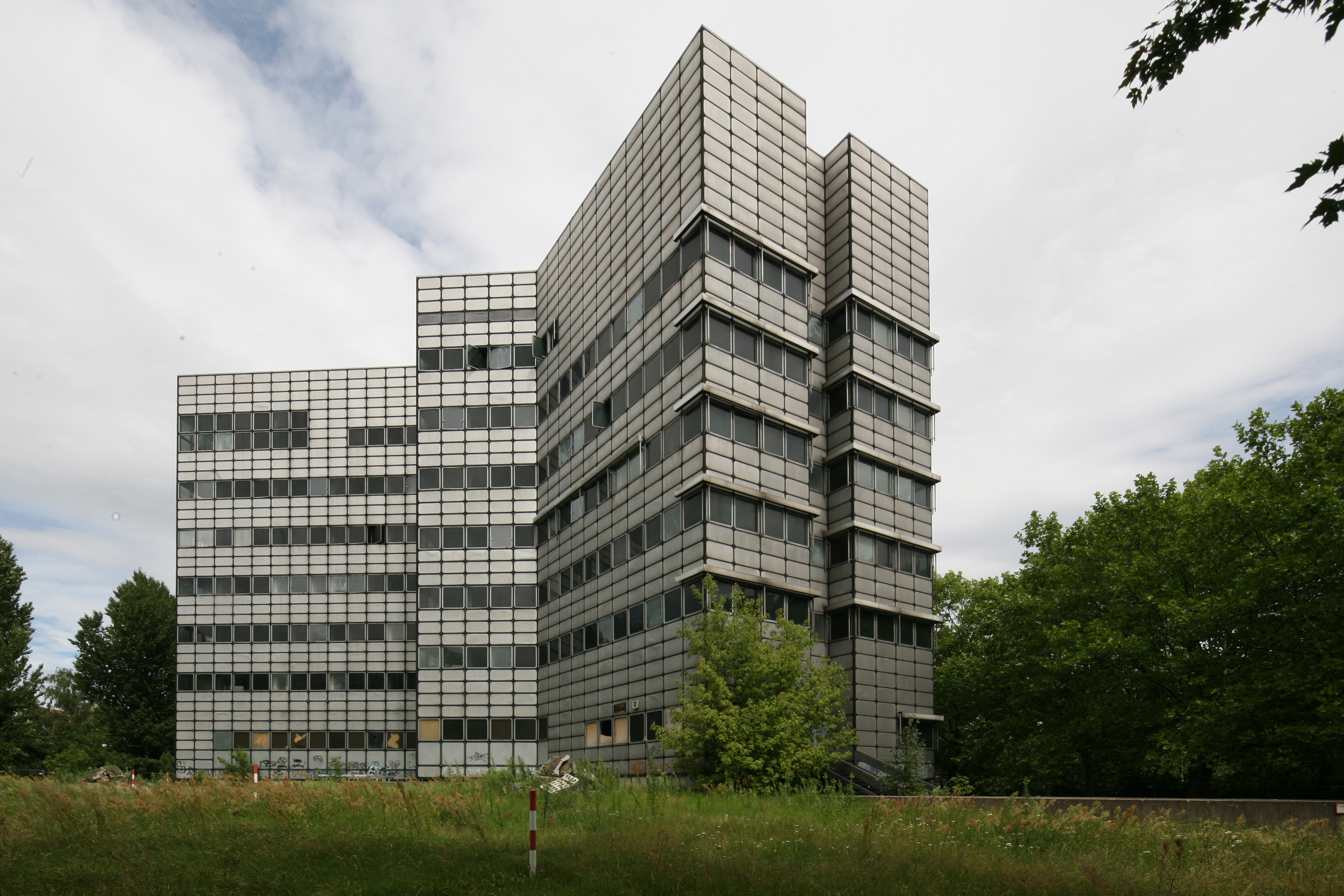
Ehemaliges Konsistorium (West), Bachstraße, Berlin-Hansaviertel

Das Evangelische Konsistorium im Hansaviertel war ein Verwaltungsgebäude im Berliner Ortsteil Hansaviertel, Bachstraße 1 Ecke Altonaer Straße. In dem Gebäude war bis zum Jahr 2000 das Konsistorium der Evangelischen Kirche in Berlin-Brandenburg untergebracht. Das Gebäude in der Bachstraße wurde von den Architekten Georg Heinrichs und Hans Christian Müller entworfen und zwischen 1968 und 1971 errichtet. Als wichtiger Bestandteil des Bauensembles im Hansaviertel galt der Abriss im Jahr 2011 als umstritten.

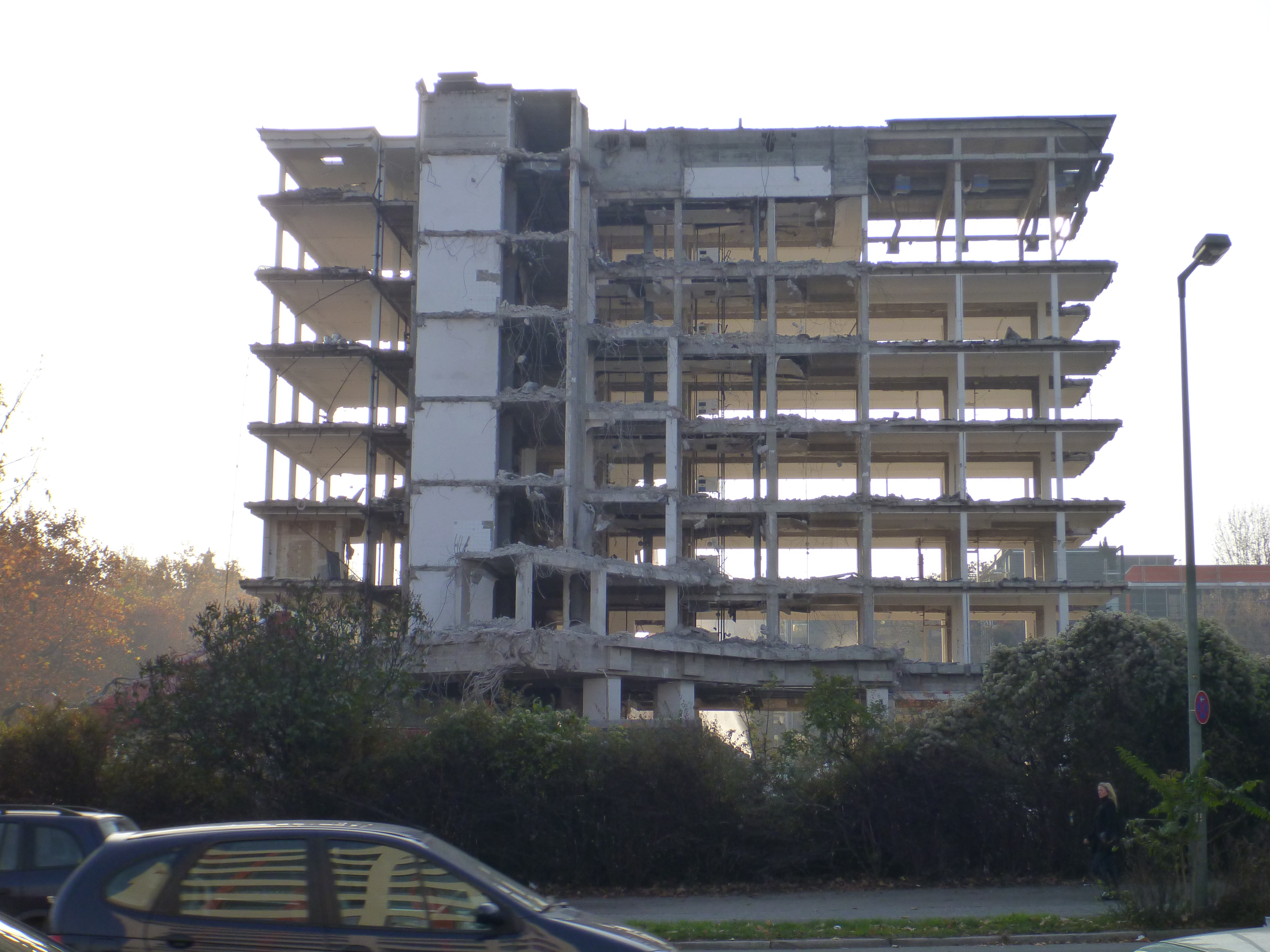
Abriss des Gebäudes, 2011

Auffällig war der vieleckige Grundriss, der sich an der Form eines ‚Y‘ orientierte. Die Außenfassade bestand aus massiven Aluminiumplatten. Die Fenster waren mit Neoprenringen eingefasst, konnten wie bei einem Schiff vertikal nach außen gekippt werden. Die Form der Platten und der Fenster waren sorgfältig aufeinander abgestimmt. Die Gestaltung wurde als Raumschiff-Architektur bezeichnet. So war das Fassadenkonzept an den Karosserie- bzw. Raumschiffbau angelehnt. In dem Bau waren die oberste Kirchenleitung, Büro- und sonstige Verwaltungsräume, Säle, ein Tonstudio sowie ein Speisesaal mit Nebenräumen im 6. Obergeschoss untergebracht. Die Räume wurden so angeordnet, dass die Hauptblickrichtung zur Spree hin orientiert war. Zugleich wurde der Verkehrslärm weitgehend abgeschirmt.